# Tabanus pullus
Tabanus pullus är en tvåvingeart som beskrevs av Philippi 1865. Tabanus pullus ingår i släktet Tabanus och familjen bromsar. Inga underarter finns listade i Catalogue of Life.